# Chapelle de la Vraie-Croix de Langroës
La chapelle de la Vraie-Croix ou Langroez  est située  au lieu-dit "Langroix", à Plumergat dans le Morbihan.

## Historique
Selon une sablière située sur le côté nord, la chapelle a été construite en 1562. 
La chapelle  de la Vraie-Croix font l’objet d’une inscription au titre des monuments historiques depuis le 21 octobre 1925.
La chapelle a été restaurée en 1954.

## Architecture
L'appareil de la façade est en granit. Elle possède deux larmiers historiés, un au sud l'autre au nord.
Les portes sont construites en anse de panier. 
Elles sont ornées d'accolades et flanquées de pilastres à pinacles. 
Au-dessus d'une porte, deux lions soutiennent un blason écartelé. 
Les fenêtres en tiers-point à meneaux flamboyants ont été en partie bouchées. 
Le chœur est de forme polygonale.
Le chevet est percé d'un oculus.